# 泊大橋

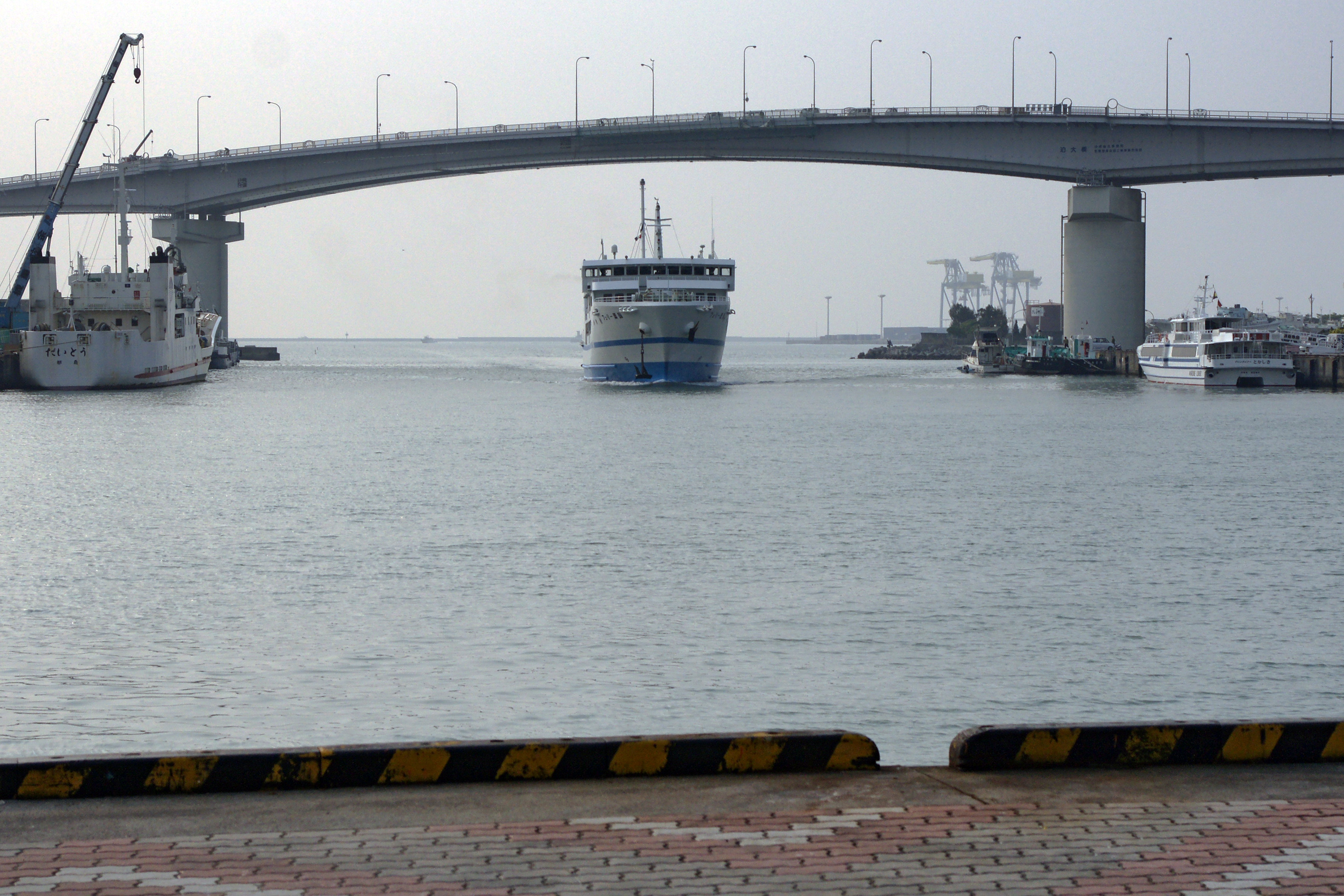
泊ふ頭から望む泊大橋。入港するフェリー粟国

泊大橋（とまりおおはし）は沖縄県那覇市若狭と曙を結ぶ、那覇港泊ふ頭上にある全長1,118mの橋である。

## 概要
1986年4月11日、那覇港那覇ふ頭と新港ふ頭（安謝新港）を結ぶ那覇臨港道路の一部として開通した。橋の長さは開通当時は本部町の瀬底大橋 (762m) を抜いて沖縄県で最も長い橋だったが、現在は5番目に長い橋である。泊ふ頭を定期航路にしている船舶の航行の妨げにならないように、かなりの高さで起終点部は急勾配であり、概ね風速が20m以上になると通行止めの措置が取られる。
開通前は那覇港那覇ふ頭と新港ふ頭へ行くには国道58号や県道43号を通らねばならず、泊高橋交差点や泊ふ頭入口交差点を中心にかなり渋滞していたが、開通後はこれらの交差点や国道58号や県道43号の渋滞が幾分緩和された。
2010年代前半には沖縄西海岸道路那覇西道路が開通し、起点部の那覇市若狭にはインターチェンジが設けられ、那覇新港ふ頭や安謝方面から国道58号や旭橋交差点を経由しなくても直接那覇空港へ行くことができる。

## 沖縄県橋の長さランキング
1. 伊良部大橋（3,540m、宮古島市）
2. 古宇利大橋（1,960m、名護市 - 今帰仁村）
3. 来間大橋（1,690m、宮古島市）
4. 池間大橋（1,425m、宮古島市）
5. 浜比嘉大橋（1,335mうるま市）
6. 泊大橋（1,118m、那覇市）